# CD1D
CD1d — трансмембранный белок семейства гликопротеинов CD1, локализованных на поверхности антигенпредставляющих клеток. Продукт гена человека CD1D.

## Функции
CD1d-представляющие липидные антигены активируют особый класс T-клеток, известных как естественные киллеры T-клетки (NKT) через взаимодействие с T-клеточным рецептором, расположенным на поверхности плазматической мембраны этих клеток. После активации NKT быстро начинают продуцировать Th1 и Th2 цитокины, в частности интерферон-гамма и интерлейин 4.

## Лиганды
Известны следующие лиганды CD1d:
- α-галактозилцерамид (α-GalCer), компонент, выделенный первоначально из морской губки Agelas mauritanius[2]. Лиганд в основном используется для исследовательских целей, так как не несёт никакой физиологической роли.
- α-глюкуронил- и α-галактуронил- церамиды, семейство соединений бактериального происхождения, которые могут быть найдены, например, в клеточной стенке Sphingomonas[3]. Похожие β-D-глюкопиранозил-церамиды накапливаются в антигенпредставляющих клетках после инфекции.
- iGb3, аутоантиген, играющий роль в селекции iNKT[4].
- HS44, синтетический аминоциклитольный аналог церамида, который меньше связывается с TCR, активируя клетки iNKT более умеренно, чем α-GalCer и может иметь интерес с терапевтической точки зрения[5].